# جنبش آزادگان نجران
جنبش آزادگان نجران یک یک گروه جدایی‌طلب در منطقه نجران واقع در جنوب عربستان سعودی است که در واکنش به مداخله عربستان سعودی در جنگ داخلی یمن که در سال ۲۰۱۵ آغاز شده‌است، پدید آمد. اطلاعات و اخبار این گروه جدایی طلب بیشتر و منحصراً از رسانه‌های ایرانی و متحدان سوری آنان منعکس می‌شود. از تابستان ۲۰۱۵ میلادی هیچ گزارش جدیدی در مورد این گروه یا فعالیت آنها منتشر نشده‌است.